# Ogopogo
Ogopogo o N'ha-a-itk è un mostro lacustre che, secondo le leggende dei nativi del luogo e alcuni criptozoologi moderni, nuoterebbe nelle acque del lago Okanagan, nella Columbia Britannica centro-meridionale, in Canada. L'esistenza dell'Ogopogo sarebbe testimoniata da alcune fotografie e filmati, sebbene la bassa qualità delle immagini raccolte finora impedisca di considerarle prove conclusive.

## La leggenda
I nativi americani della zona dell'Okanagan chiamavano il mostro N'ha-a-itk, che in lingua salish significa "demone del lago". Veniva anche chiamato "grande bestia del lago" o "serpente del lago". I nativi erano soliti portare sulle proprie canoe animali da sacrificare nel caso che il mostro fosse apparso. Inoltre, ancora oggi i nativi non pescano mai nella zona di Squally Point, il luogo dove si troverebbe l'ingresso della tana dell'Ogopogo. Alcuni antichi graffiti ritrovati nei pressi di Powers Creek mostrano una creatura a forma di serpente.
Secondo la leggenda, la creatura era in origine un uomo, Kel-Oni-Won, che si era macchiato dell'omicidio di un vecchio di nome Kan-He-K (da cui deriverebbe il nome Okanagan). Per punizione, gli dei trasformarono l'assassino in un gigantesco serpente marino. Secondo alcuni studiosi delle tradizioni come Celeste Galassin, del Kelowna Museum, il legame tra N'ha-a-itk e Ogopogo è un po' forzato.

## Gli avvistamenti

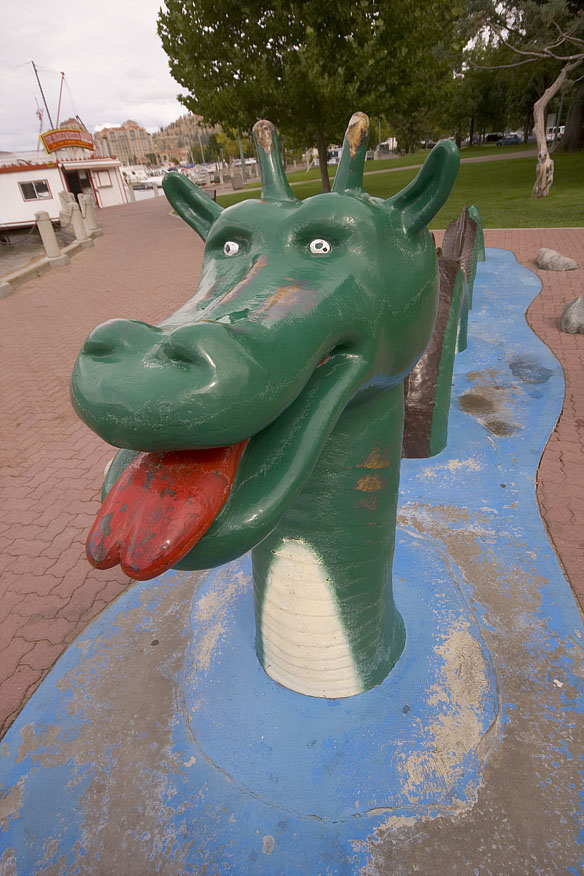
Statua raffigurante un Ogopogo

In tempi moderni, diversi testimoni hanno sostenuto di aver visto l'Ogopogo; i primi resoconti risalgono alla fine del XIX secolo, e sono precedenti ai primi avvistamenti del Mostro di Loch Ness. La maggior parte delle descrizioni rappresentano il mostro come un serpente marino di 5 o 6 metri di lunghezza e la testa di cavallo o di cane, di colore verde scuro, e capace di nuotare a grande velocità formando spirali nell'acqua. La maggior parte degli avvistamenti riguardano una porzione del lago compresa fra il sud di Kelowna fino a Peachland e all'isola di Rattlesnake.
Il primo avvistamento celebre fu riportato nel 1926; un gran numero di persone sostenne di aver visto, dalla spiaggia di Okanagan Mission Beach, un mostro che creava grandi vortici nell'acqua. Roy Brown, direttore del giornale Vancouver Sun, scrisse che "troppe persone insospettabili lo hanno visto per ignorare la credibilità del fatto". Fu in questo periodo che al mostro fu assegnato il nome "Ogopogo"; l'origine di questo nome palindromo è incerta, ma pare che derivi da una parodia di una canzone britannica dell'epoca.
Nel luglio del 1959, due coppie sostennero di aver visto una creatura enorme, col corpo di serpente e un muso schiacciato, nuotare a settanta metri di distanza dalla loro barca a motore. L'animale li avrebbe seguiti per circa 3 minuti, per poi immergersi sparendo alla vista. Nell'estate del 1989, un certo Ernie Giroux e sua moglie sostennero di aver visto uno strano animale emergere dall'acqua calma.
I due affermarono: "Era lungo cinque metri e nuotava velocemente e con grazia". Nella stessa estate, e nella stessa zona del lago, anche un venditore di macchine di nome Ken Chaplin sostenne di aver visto un serpente di circa 5 m e di colore verde scuro, e ne fece una ripresa video. Uno dei documenti video disponibili mostra quello che appare una figura di colore scuro che si muove velocemente nell'acqua bassa vicino alla riva.

## Spiegazioni
Alcuni criptozoologi credono fermamente nell'esistenza di Ogopogo. Il britannico Karl Shuker ha ipotizzato che possa trattarsi di un "serpente balena" preistorico noto come Basilosaurus, secondo qualcun altro, si tratta di un animale mai visto prima che, i biologi marini Ed Bausfield (che l'ha anche disegnato) e Paul Le Blond hanno chiamato "cadborosaurus willsi". Tuttavia, le prove documentarie (fotografiche e video) dell'esistenza di Ogopogo non sono molto chiare e i critici sostengono che possano mostrare semplicemente grossi pesci (come l'Acipenser fulvescens, uno storione), lontre o semplici tronchi alla deriva.

## Nella cultura di massa
Nel 1924 Cumberland Clark ha scritto una canzone, The Ogopogo: The Funny Fox-Trot, in cui si diceva che il mostro era figlio di un insetto e di una balena. Il nome Ogopogo è stato ripreso da giochi di ruolo e in altre ambientazioni fantasy; per esempio lo si ritrova in Final Fantasy IV.